# سوگایا-کان
سوگایا یاکاتا (به ژاپنی: 菅谷館 Sugaya Yakata)، یک قلعه ژاپنی بود که در رانزان، سایتاما در شهرستان هیکی، سایتاما قرار داشت.